# Kazvin
Kazvin (perz. قزوین; /kæzˈviːn/) je grad u Iranu i sjedište Kazvinske pokrajine. Smješten je pod obroncima Alborza, oko 165 km sjeverozapadno od glavnog grada Teherana. Osnivač grada bio je sasanidski vladar Šapur II. pod kojim je grad bio poznat pod imenom Šad Šapur. Kroz povijest je bio važnim strateškim mjestom s obzirom na to da je povezivao središnje iranske gradove i Perzijski zaljev sa sjeveroistočnim gradovima, Kaspijskim jezerom i Malom Azijom. Najveći procvat grad je doživio u drugoj polovici 16. stoljeća kada je bio prijestolnicom Safavidskog Carstva. Kazvin je danas važno središte za proizvodnju, obradu i prodaju tekstila uključujući pamuk, svilu, kožu i baršun. Kazvin se nalazi na putu između Teherana i Tabriza, dva milijunska grada s kojima je povezan željeznicom. U gradu se nalazi velika elektrana Šahid Radžai koja osigurava 7% iranske proizvodnje električne energije. Prema popisu stanovništva iz 2006. godine u Kazvinu je živjelo 349.821 ljudi.

## Vanjske poveznice
- (perz.) Službene stranice Kazvina  Arhivirana inačica izvorne stranice od 30. kolovoza 2012. (Wayback Machine)

Ostali projekti
|  | Zajednički poslužitelj ima još gradiva o temi Kazvin |